# Skala hypodorycka
Skala hypodorycka (także eolska) – siedmiostopniowa skala muzyczna wypracowana przez antyczną kulturę eolską. 
Jest skalą pochodną, która złożona jest z dźwięków skali doryckiej. Przedrostek hypo w nazwie znaczy pod; skala rozpoczyna się o kwartę w dół niż skala podstawowa. Dzieli się na tetrachordy. Zbudowana jest w kierunku opadającym.
Skala współcześnie nie jest używana.